# Corynorhynchus radula
Corynorhynchus radula är en insektsart som först beskrevs av Klug, J.C.F. 1820.  Corynorhynchus radula ingår i släktet Corynorhynchus och familjen Proscopiidae. Inga underarter finns listade i Catalogue of Life.